# Анкейзіна
Анкейзіна (англ. Ankaizina) — вулканічне поле із згаслою вулканічною діяльністю, у гірських масивах Царатанана та Амбондрона в республіці Мадагаскар.

## Географія
Вулканічне поле розташоване в північній частині республіки і острова Мадагаскар, на півночі регіону Софія, за кілька кілометрів до кордону з регіоном Діана, в гірських масивах Царатанана та Амбондрона. Найвищий шлаковий конус має висоту до 2878 метрів і розташований за 27 км на північ — північний-захід від міста Беаланана, та за 98 км на північний схід від адміністративного центру регіону — міста Анцухіхи.
Вулканічне поле Анкейзіна виникло в пізньому плейстоцені і було активним до кінця четвертинного періоду. Лава спочатку складалася з кремнієвих порід, пізніше з базальту. Місцевість покрита застиглими лавовими потоками, шлаковими конусами, вулканічними озерами. За всю історію спостереження за вулканічною діяльністю на землі, вулканічної активності Анкейзіни не спостерігалося, точна дата останнього виверження невідома.